# Szörtsey Gábor
Szörtsey Gábor (Székelyudvarhely, 1951. december 24. – Budapest, 2004. április 28.) kerámia- és szobrászművész, képzőművész. Házastársa, Chilf Mária (1966–) festőművész volt.

## Életpályája
1974–1979 között a kolozsvári Ion Andreescu Képzőművészeti Főiskola hallgatója volt. 1980-tól volt kiállító művész.

### Munkássága
Tanulmányúton járt Grazban, Rómában, Frankfurtban, Salzburgban és Tamperében. Stuttgartban dolgozott, Budapesten élt. Pályafutását keramikusként kezdte. Képei papírra készültek, a rafinált geometriára épülő, „semmi-tárgyak” metafizikus terekben kaptak helyet. A színtár az elképzelhető legkevesebbre csökkentett, a feketéről beszélt, a fekete különféle lehetőségeiről, táblafestéket, tust használt. Lényegtelen tárgyak, formák lebegtek, nehézkedtek, jelentek meg, tűntek el abban a száz árnyalatú, nem pontosan definiált térben, mely körülhatárolta őket. Finom horizontvonalak váltakoztak durván metszett falsíkokkal.
Öngyilkos lett.

## Kiállításai
| - 1984 Szentendre, Budapest - 1985, 1988, 1991, 1993-1994, 1996, 1998 Budapest - 1986 Kecskemét - 1996 Stuttgart - 1999 Pécs - 2000 Kolozsvár, Bukarest | - 1980 Bukarest - 1982, 1985, 1987 Pécs, Budapest - 1983, 1986, 1991-1992, 1994, 1997, 2000 Budapest - 1984 Graz - 1997 New York, Kolozsvár - 1999 Oslo |

## Művei
- Biztonsági matrac
- Seszínű massza

## Díjai
- Mozgó Világ díja (1986)
- Fiatal Képzőművészek Stúdiója Egyesület díja (1986)
- Eötvös Alapítvány díja (1991)
- MAOE-díj (1994)
- Fővárosi Önkormányzat ösztöndíja (Frankfurt, 1995)